# Молино ди Форцо (Торино)
Молино ди Форцо је насеље у Италији у округу Торино, региону Пијемонт.
Према процени из 2011. у насељу је живело 19 становника. Насеље се налази на надморској висини од 1163 м.